# باشگاه فوتبال کروبورو اتلتیک
باشگاه فوتبال کروبورو اتلتیک (به انگلیسی: Crowborough Athletic Football Club) یک باشگاه فوتبال در شهر کروبورو، کشور انگلستان است که در سال ۱۸۹۴ میلادی تأسیس شده است.